# Moseby (Falster)
 For alternative betydninger, se Moseby. (Se også artikler, som begynder med Moseby)
Moseby er en lille landsby på det nordøstlige Falster, som er en del af Aastrup Sogn. 
Moseby har før hen været en del af Stubbekøbing Kommune, men blev i 2007 i del af Guldborgsund Kommune.
Landsbyen ligger ca. 6 kilometer fra Stubbekøbing og ca. 16 kilometer fra Nykøbing Falster.
Der er tre busstopsteder i byen. I landsbyen ligger to tidligere skoler: en rytterskole fra 1700-tallet og en skole fra omkring 1890. 
Selvom landsbyen hører til Aastrup Kirke og sognet har navn efter nabolandsbyen mod nordvest, så er det Moseby Præstegård, der er præstebolig.
|  | Denne artikel om lokaliteten Moseby (Falster) kan blive bedre, hvis der indsættes et (bedre) billede. Du kan hjælpe ved at afsøge Wikimedia Commons for et passende billede eller lægge et op på Wikimedia Commons med en af de tilladte licenser og indsætte det i artiklen. |

54°50′20.61″N 12°5′44.79″Ø / 54.8390583°N 12.0957750°Ø